# 藥物不當移轉
藥物不當移轉（英語：Drug diversion）同時具有醫學和法律上的概念，牽涉到表面上是把受管制物質（或管制藥物）開立給某人，而實際上是移轉給另有其人作非法使用。在不同的司法管轄區對此的定義會約略不同，但僅是管制藥物的轉移本身，並不一定會構成非法用途，譬如醫生會開立某些原本是給成人的管制藥物，供兒童使用。（請參考仿單標示外使用）。這個名詞表達的是把藥物從原始合法的醫療用途"轉移"作非法使用。在某些法律管轄區中，初次觸犯這種藥物不當移轉法律規定的人，可透過轉移計劃，把犯者從刑事系統“轉移”到教育和矯正計劃，而不致受到定罪，甚至有可能不會留下犯罪記錄。（請參考審前移轉程序）。

## 常被移轉藥物
常被移轉使用的管制藥物有：

非苯二氮䓬類藥物（又稱Z-drugs），其中的一種-唑吡坦的化學結構）

- 苯二氮䓬類藥物-包括地西泮（商品名有Valium等）、替馬西泮（商品名有Restoril等）、氯硝西泮（商品名有Klonopin等）、和阿普唑侖（商品名有Xanax等-屬於抗焦慮藥和鎮靜劑的處方藥）
- 鴉片類藥物–包括嗎啡、氫可酮（商品名有Hysingla等）、羥考酮（商品名有OxyContin等）、和可待因-屬於鎮痛藥的處方藥
- 興奮劑-苯丙胺（又稱安非他命）、哌甲酯（商品名有Ritalin等）、和莫達非尼-屬於治療注意力不足過動症（ADHA）和發作性嗜睡病的處方藥
- Z-drugs–包括唑吡坦（商品名有Ambien等），艾司佐匹克隆（商品名有Lunesta等）–屬於治療失眠的處方藥

根據美國司法部的說法，“在美國，被濫用的藥物多數來自患者四處求醫、偽造處方、盜竊、以及越來越多透過互聯網的移轉行為。” 為減少四處求醫和處方詐欺，幾乎每個州都建有處方監控計劃（PMP），以促進藥物處方資訊的收集、分析、和報告。

## 藥品供應者註冊登記
根據美國管制物質法案，在美國法典第21卷（食品和藥品（Food and Drugs））第823章（登記要求（Registration requirements））有受管制物質製造商和分銷商註冊登記的規定。對於第I類和第II類藥物製造商的登記要求特別嚴格，呼籲“將此類管制物質的進口以及生產者的數目，維持在為數不多的企業裡面，讓這些企業在充分競爭的情況下，從事足夠和不間斷的藥物供應，用在醫學、科學研究、和工業用途之上。”司法部長必須認真確定，讓登記的做法達到“符合公共利益”的目的。對於非管制藥物的製造商和分銷商，法規就沒有那麼嚴格：“除非司法部長確認給予執照不符合公共利益.....否則就應對於申請給予同意。”對於申請的製造商和分銷商的標準有偏袒既已存在公司，傾向接受已有經驗和有遵守藥物法規記錄的機構。《管制藥物法案》還訂有針對直接向患者開立處方、管理、或配製管制藥物的執業者（即醫生、牙醫、獸醫等）、藥房、和醫院註冊登記的規定，也有對獲准做管制藥物研究人員的註冊登記的規定。還包括主要是利用美沙酮作麻醉物成癮治療計劃的註冊登記規定。

### 藥物不當移轉案例
這類行為會在許多場所發生：
辛辛那提郵報對於不當移轉的發生頻率做過報導。報紙引用這種問題的專家約翰·伯克（John Burke）的說法：“藥物轉移的問題看來有點可笑，因為在每個社區中都有，但除非認真地去調查，否則它們好像不存在似的。” 

## 美國緝毒局對羥考酮不當轉移使用調查
根據司法部，在2011年，位於佛羅里達州桑德福市的CVS藥局訂購鎮痛藥，數量多到可應付當地人口需求的八倍之多（桑福德市的人口為53,000，而訂購數量足以供40萬人使用）。美國緝毒局（DEA）發現，桑福德市的一家CVS藥局在2010年即訂購羥考酮藥丸高達180萬顆，等於平均每個月要消耗137,994顆。而佛羅里達州的其他藥房每月平均銷售數量是5,364顆。緝毒局調查人員於2011年10月18日取得對當地CVS藥局的搜索令，搜索記錄上記載資料：“大約每三輛經過得來速要購買藥物的車輛，其中就有一輛是拿處方來購買羥考酮或是氫可酮。”
根據緝毒局的說法，這家藥房的一名藥劑師對調查人員說：“客戶會使用街頭俚語，指定購買一些特定品牌的羥考酮”，表明這項藥物已被移轉使用，而非用作合法的疼痛管理。CVS藥局在2月17日發布的針對《今日美國》有關鴉片類藥物不法交易問題報導的聲明中表示，他們會致力與美國緝毒局合作，並且已“採取重大行動，以確保在佛羅里達州會適當販售鎮痛藥。”
2012年2月，美國緝毒局非法藥物轉移管制辦公室主任約瑟夫·蘭納西西（Joseph Rannazzisi）發出立即生效命令，禁止美國醫療衛生服務公司Cardinal Health向有嫌疑的非法藥物診所供應羥考酮。司法部副部長詹姆斯·科爾隨後立即召喚蘭納西西到司法部總部開會，科爾警告蘭納西西：“看來Cardinal Health公司抱怨的有道理”。，蘭納西西在2015年8月受到解僱，而Cardinal Health公司未曾受到任何處罰。
Cardinal Health公司連同藥物以及醫療器械供應商McKesson Corporation，以及藥物批發公司美源伯根，花費1,300萬美元在國會遊說，促成由國會眾議員湯姆·馬里諾（共和黨籍）提案的“確保患者取得藥物和有效藥物執法法案（Ensuring Patient Access and Effective Drug Enforcement Act）”通過，接著在2016年4月由歐巴馬總統簽署成為法律，這項法案規定，在起訴藥物銷售者時，執法人員舉證的責任被加重。

## 外部連結
- Controlled Substances Act – U.S. Drug Enforcement Administration